# Ла Лоджа, Энрико
Энрико Ла Лоджа (итал. Enrico La Loggia; род. 25 февраля 1947, Агридженто) — министр по делам регионов Италии (2001—2006).

## Биография
Родился 25 февраля 1947 года в Агридженто, сын губернатора Сицилии в 1956—1958 годах Джузеппе Ла Лоджа. Юрист, преподаватель конституционного права в университете Палермо. В 1985 году был избран в коммунальный совет Палермо, с 1987 года входил в городскую администрацию — сначала в качестве асессора по вопросам культуры, позднее — асессора по делам недвижимости. В 1994 году вступил в партию «Вперёд, Италия» и был избран в Сенат от округа Палермо-Капачи. В 1996 году переизбран в Сенат и возглавил партийную фракцию, в 2001 году переизбран от Народа свободы, вошедшего в коалицию «Единая Сицилия».
В 2001—2006 годах — министр без портфеля по делам регионов во втором и третьем правительствах Берлускони.
С 2006 по 2013 год — член Палаты депутатов Италии XV и XVI созывов.